# Аманд (узурпатор)
Аманд или Гней Силвий Аманд (на латински: Amandus, Gnaeus Silvius Amandus) e вожд на багаудите в Галия и узурпатор (285 – 286) през началото на управлението на римския император Диоклециан.
През 285 император Карин е победен от Диоклециан. Това използват недоволните галски селяни багауди (Bagauden) в Галия и Испания за въстание. Аманд се провъзглася за император и номинира Елиан за сърегент.
Аманд сече монети, на които пише Imp(erator) C(aesar) C(aius) Amandus p(ius) f(elix) Aug(ustus) и Imp. S. Amandus p. f. Aug.
Диоклециан изпраща цезар Максимиан Херкулий в Галия, където заедно с Караузий потушава въстанието.